# پرتوشناسی عصبی
پرتوشناسی عصبی یکی از فوق تخصص‌های پرتوشناسی (رادیولوژی) است که بر تشخیص ناهنجاری‌های سیستم عصبی مرکزی و پیرامونی، ستون فقرات، و سر و گردن با استفاده از روش‌های تصویربرداری عصبی تمرکز دارد. مشکلاتی که نرورادیولوژی در آن‌ها موثر است شامل ناهنجاری‌های شریانی و وریدی در سیستم عصبی، تومورها، آنوریسم‌ها، و سکته‌های مغزی است.